# Alvina Shpadi
Alvina Andréievna Shpadi (31 de enero de 1935-22 de junio de 2019; en ruso: Альвина Андреевна Шпады) fue artista y restauradora de arte en Uzbekistán. Como restauradora durante mucho tiempo en el Museo de Arte de Nukus, trabajó para preservar los fondos del museo, así como para promover las técnicas textiles tradicionales de Karakalpak.

## Biografía
Alvina Shpadi nació en 1935 en Bairamali, capital de la región de Mary en Turkmenistán. Su familia eran alemanes del Volga que habían sido reasentados más al este en la Unión Soviética.
Shpadi estudió en la Escuela Estatal de Arte Turkmenistán Shota Rustaveli en la capital turcomana de Asjabad, y se graduó en 1957. Luego regresó por unos años a Baýramaly, donde enseñó arte a estudiantes de secundaria y trabajó como cartógrafa para geólogos. Luego, en 1960, se trasladó a la República Socialista Soviética de Uzbekistán, instalándose en Nukus, donde comenzó a trabajar en la rama regional de la Academia de Ciencias de Uzbekistán . Allí conoció y comenzó una larga colaboración con el artista y coleccionista Igor Savitsky.
En 1962, dejó Nukus durante varios años comenzando a estudiar textiles, primero en el Instituto Ostrovsky de Taskent (actualmente Instituto Estatal de Arte y Cultura de Uzbekistán ) y luego en el Instituto Textil Estatal de Moscú. Tras regresar a Nukus en 1969, se convirtió en restauradora textil en el Museo de Arte de Nukus, fundado por Savitsky, que alberga una importante colección de arte de vanguardia rusa. Pasaría la mayor parte de su carrera en el Museo Nukus, asociándose estrechamente con Savitsky y trabajando para restaurar pinturas, así como textiles y otros objetos de arte. También trabajó para promover y preservar las técnicas textiles tradicionales y el arte popular de la región.
Shpadi también produjo su propio trabajo artístico, que incluye pinturas y textiles tradicionales como el suzani . Como artista, estaba especialmente interesada en el monumentalismo, así como en las representaciones afectuosas de Karakalpakstán. También ilustró varios libros, incluido un libro fundamental de Savitsky sobre las artes aplicadas entre el pueblo Karakalpak. Además, produjo vestuario y escenografía para teatro y cine, trabajando con el Teatro Musical Estatal de Karakalpak y en la película de 1981 Rebellious.
En 2015, Shpadi fue acusada de falsificación en su restauración del cuadro "Mujeres recogiendo tulipanes" de Nikolai Karajan, que se incluyó en la gran exposición "Obras maestras renacidas" que la propia Shpadi fue curadora. Si bien sus colegas consideraron que la acusación era infundada, la exhibición de la pintura en otros museos estuvo restringida hasta mayo de 2019, cuando los cargos fueron retirados por completo.
La familia de Shpadi finalmente regresó a Alemania en la década de 1990, pero ella decidió quedarse en Uzbekistán. Fue reconocida como Trabajadora Cultural de Honor de la República de Karakalpakstán. Murió en junio de 2019, a la edad de 84 años. Al año siguiente, el Museo Nukus organizó una exposición, "Otra faceta del talento", en honor al que habría sido su 85 cumpleaños.